# Arthur P. Hayne
Arthur Peronneau Hayne, född 12 mars 1788 i Charleston, South Carolina, död 7 januari 1867 i Charleston, South Carolina, var en amerikansk demokratisk politiker. Han representerade delstaten South Carolina i USA:s senat från maj till december 1858. Han var äldre bror till Robert Y. Hayne och farbror till Paul H. Hayne.
Hayne tjänstgjorde som officer i 1812 års krig. Han studerade sedan juridik och arbetade som advokat. Han tjänstgjorde i fem år som agent för USA:s flotta (naval agent) i Medelhavsområdet.
Senator Josiah J. Evans avled 1858 i ämbetet och efterträddes av Hayne. Han efterträddes senare samma år av James Chesnut.
Hayne avled 1867 och gravsattes på St. Michael's Churchyard i Charleston.